# Вокеленіт
Вокеленіт (вокелініт) є складним мінералом з формулою CuPb2(CrO4)(PO4)(OH), що робить його комбінованим хроматом і фосфатом міді та свинцю. Утворює ряд з хромат-арсенатом міді — мінералом форнацитом.
Вперше описаний у 1818 році на Березівському родовищі золота на Уралі і названий на честь Луї Ніколя Воклена (1763—1829), французького хіміка. Зустрічається в окислених гідротермальних рудних родовищах і асоціюється з крокоїтом, піроморфітом, міметезитом, церуситом, бедантитом і дуфтитом у типовій місцевості.